# مقاطعة تشيلان (واشنطن)
مقاطعة تشيلان (بالإنجليزية: Chelan County)‏ هي إحدى مقاطعات ولاية واشنطن في الولايات المتحدة الأمريكية.